# Parque nacional de Bardiya
El Parque nacional de Bardiya ( en nepalí: बर्दिया राष्ट्रिय निकुञ्ज) es un área protegida en Nepal, que fue establecido en 1988 como el Real parque nacional de Bardiya. Con una superficie de 968 kilómetros cuadrados es el área silvestre más grande en la región de Terai en Nepal, está junto a la orilla oriental del río Karnali en el distrito de Bardiya.
El límite norte del área protegida está delimitada por la cresta de las colinas de Siwalik. La carretera Nepalgunj-Surkhet, en parte forma el límite sur, pero perturba gravemente el área protegida. Los límites naturales a los asentamientos humanos se forman en el oeste por Geruwa, un brazo del río Karnali, y en el sureste por el río Babai.